# Terriera brevis
Terriera brevis är en svampart som först beskrevs av Miles Joseph Berkeley, och fick sitt nu gällande namn av P.R. Johnst. 2001. Terriera brevis ingår i släktet Terriera och familjen Rhytismataceae.   Inga underarter finns listade i Catalogue of Life.